# ژوزف فیلیپز (بازیکن هاکی روی چمن)

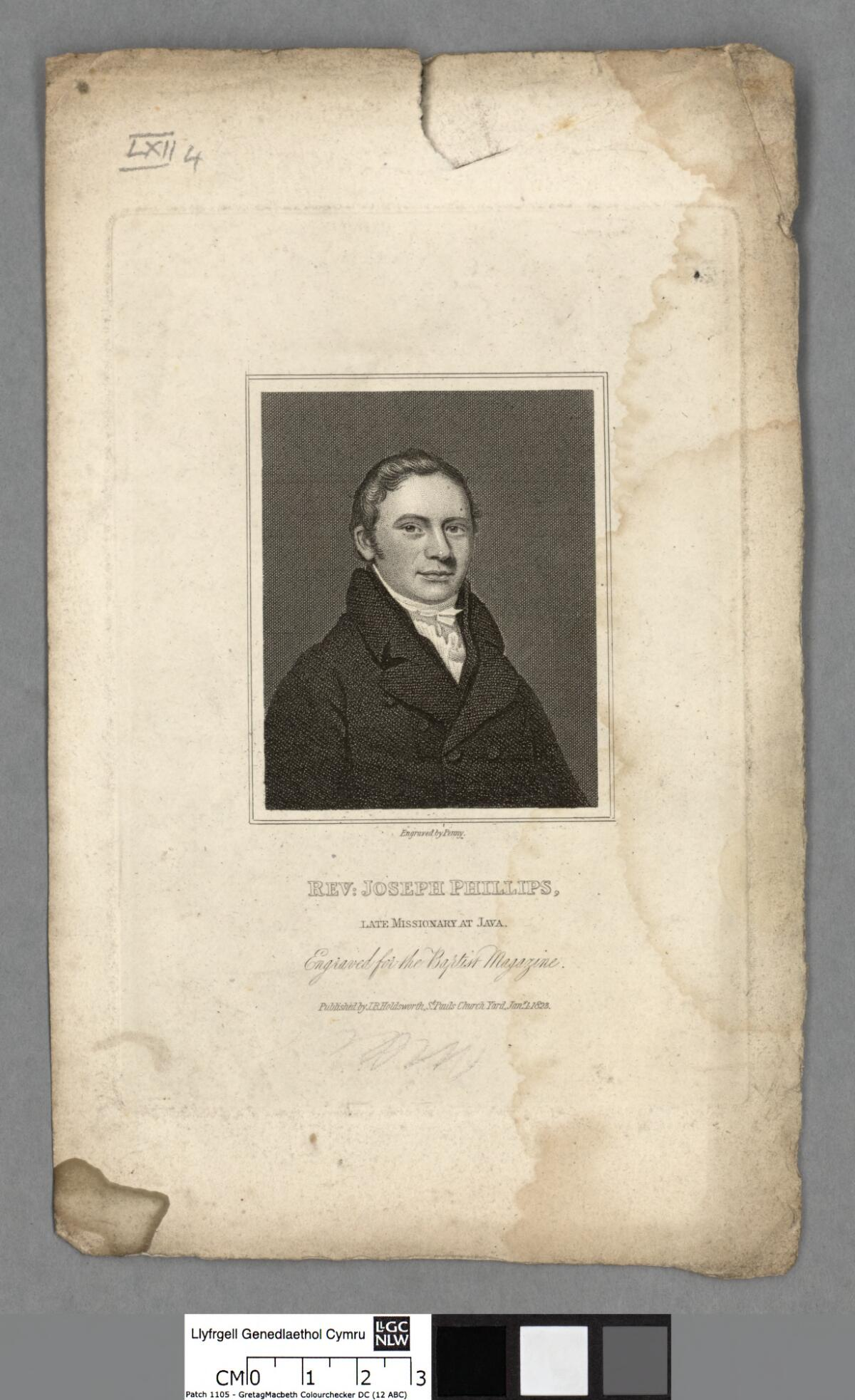
ژوزف فیلیپز - ۱۸۲۳

ژوزف فیلیپز (انگلیسی: Joseph Phillips; ۲۴ مارس ۱۹۱۱ – ۱ ژانویهٔ ۱۹۸۶) بازیکن هاکی روی چمن اهل هند بود.
وی به‌همراه تیم ملی هاکی روی چمن مردان هند به قهرمانی بازی‌های المپیک تابستانی ۱۹۳۶ دست پیدا کرده‌است.